# Bouxurulles
Bouxurulles é uma comuna francesa na região administrativa do Grande Leste, no departamento de Vosges. Estende-se por uma área de 6.7 km². Em 2010 a comuna tinha 173 habitantes (densidade: 25,8 hab./km²).